# Đỗ Đức Hiển
Đỗ Đức Hiển (sinh ngày 14 tháng 9 năm 1977) là Đại biểu Quốc hội nước Cộng hòa xã hội chủ nghĩa Việt Nam. Ông hiện là Ủy viên thường trực Ủy ban Pháp luật của Quốc hội, Phó Chủ tịch Nhóm nghị sĩ Việt Nam – Thụy Sĩ, Đại biểu Quốc hội khóa XV từ Thành phố Hồ Chí Minh. Ông từng giữ các chức vụ cấp cục trưởng, vụ trưởng của Bộ Tư pháp gồm Vụ trưởng Vụ Pháp luật hình sự – hành chính, Chánh Văn phòng kiêm Người Phát ngôn Bộ Tư pháp, và quyền Vụ trưởng Vụ Tổ chức cán bộ.
Đỗ Đức Hiển là đảng viên Đảng Cộng sản Việt Nam, học vị Cử nhân tiếng Anh, Thạc sĩ Luật, Cao cấp lý luận chính trị. Ông có 20 năm công tác ở Bộ Tư pháp trước khi tham gia hoạt động của Quốc hội.

## Xuất thân và giáo dục
Đỗ Đức Hiển sinh ngày 14 tháng 9 năm 1977 tại xã Hồng Thái, huyện Kiến Xương, tỉnh Thái Bình. Ông lớn lên và tốt nghiệp phổ thông ở Kiến Xương, lên thủ đô Hà Nội học đại học từ năm 1997 và tốt nghiệp Cử nhân tiếng Anh vào năm 2001, sau đó ông học thêm bằng Cử nhân Luật, tiếp tục học cao học và nhận bằng Thạc sĩ Luật. Ông được kết nạp Đảng Cộng sản Việt Nam vào ngày 27 tháng 10 năm 2005, trở thành đảng viên chính thức sau đó 1 năm, từng theo học các khóa chính trị ở Học viện Chính trị Quốc gia Hồ Chí Minh và tốt nghiệp Cao cấp lý luận chính trị. Hiện ông thường trú ở phường Mỹ Đình 2, quận Nam Từ Liêm, thành phố Hà Nội.

## Sự nghiệp
Tháng 4 năm 2001, sau khi tốt nghiệp đại học, Đỗ Đức Hiển được nhận vào làm việc ở Công ty Kinh doanh nước sạch số 2 Hà Nội – doanh nghiệp nhà nước, công ty con của Công ty Nước sạch Hà Nội, làm nhân viên Phòng Tổ chức hành chính. Đến cuối năm 2002, ông được tuyển dụng công chức vào Bộ Tư pháp, được phân công về Vụ Quản lý công chứng, giám định, hộ tịch, quốc tịch, lý lịch tư pháp làm chuyên viên. Ở vụ 7 năm cho đến tháng 1 năm 2009 thì ông được điều sang Văn phòng Bộ, nhậm chức Phó Trưởng phòng Tổng hợp. Ông tiếp tục công tác 7 năm 2009–16 tại Văn phòng Bộ, từng kiêm nhiệm Giảng viên Học viện Tư pháp, thăng chức Trưởng phòng Lễ tân – Quan hệ công chúng, đồng thời là Bí thư Chi đoàn Văn phòng Bộ, Phó Bí thư Đảng ủy Văn phòng Bộ, rồi Phó Chánh Văn phòng Bộ kiêm Trưởng Ban Thư ký, Thư ký Bộ trưởng Bộ Tư pháp Hà Hùng Cường.
Tháng 2 năm 2016, Đỗ Đức Hiển được giao quyền Vụ trưởng Vụ Tổ chức cán bộ, Bộ Tư pháp, đến tháng 10 cùng năm thì được bầu làm Ủy viên Ban Chấp hành Đảng bộ, Bí thư Đảng ủy Văn phòng Bộ, nhậm chức Chánh Văn phòng kiêm Người Phát ngôn Bộ Tư pháp. Tháng 5 năm 2019, ông được điều chuyển vị trí làm Bí thư Chi bộ, Vụ trưởng Vụ Pháp luật hình sự – hành chính Bộ Tư pháp, đồng thời là Ủy viên Ban Thư ký Ủy ban Quốc gia Thanh niên Việt Nam. Năm 2021, với sự giới thiệu của Đảng ủy khối cơ quan trung ương, ông tham gia ứng cử đại biểu Quốc hội từ Thành phố Hồ Chí Minh, bầu cử ở đơn vị bầu cử số 2 gồm Quận 1, Quận 3, Bình Thạnh rồi trúng cử Đại biểu Quốc hội khóa XV với tỷ lệ 60,28%. Vào ngày 23 tháng 7 năm 2021, ông được phê chuẩn làm Ủy viên thường trực Ủy ban Pháp luật của Quốc hội, Phó Chủ tịch Nhóm nghị sĩ Việt Nam – Thụy Sĩ từ tháng 11 cùng năm.

## Khen thưởng
- Huy chương Hữu nghị của Thủ tướng Lào;